# Amblydoras monitor
Amblydoras monitor е вид лъчеперка от семейство Doradidae. Видът е незастрашен от изчезване.

## Разпространение
Разпространен е в Бразилия, Колумбия и Перу.

## Описание
На дължина достигат до 9 cm.
Популацията на вида е стабилна.